# Ludwig Riedel
 (novembre 2023).
Si vous disposez d'ouvrages ou d'articles de référence ou si vous connaissez des sites web de qualité traitant du thème abordé ici, merci de compléter l'article en donnant les références utiles à sa vérifiabilité et en les liant à la section « Notes et références ».
Pour les articles homonymes, voir Riedel.
Ludwig Riedel est un botaniste allemand, né en 1790 à Berlin et mort en 1861 à Rio de Janeiro.

## Biographie
Riedel vient au Brésil en 1811 où il participe à l’expédition conduite par le scientifique germano-russe Georg Heinrich von Langsdorff (1774-1852). De 1820 à 1830 et de 1831 à 1836, Riedel retourne récolter des spécimens au Brésil pour le jardin botanique de Saint-Pétersbourg. En 1836, il obtient un poste au Muséum national de Rio de Janeiro, où il est le premier étranger à occuper un poste permanent. Il y fonde et dirige le département de botanique et dirige également le jardin botanique Horto Florestal, fonctions qu’il occupe jusqu’en 1858.